# Ciudad de Córdoba (empresa)
La Empresa Ciudad de Córdoba S.A.C.I.F era una empresa argentina privada, que prestaba servicio para colectivos de media distancia, recorriendo el sector oeste y noroeste de la Provincia de Córdoba (Argentina). Fue fundada en 1969. fueron reemplazados por Grupo ERSA
También otra división, de la misma empresa, ofrecía servicio en el transporte urbano de pasajeros de la Ciudad de Córdoba. Estaba a cargo de los corredores de líneas 20 y 70 (excorredor "A" y "E", respectivamente) .
El 31 de julio de 2014, luego de conflictos laborales y financieros, la Municipalidad de Córdoba le anula la concesión del Grupo Celeste, pasando los corredores 2 y 7 a manos de las empresas Grupo ERSA y Autobuses Santa Fe, mientras que las barriales B20 y B70 quedaron en manos de Coniferal.
En marzo de 2015, a raíz del conflicto con los choferes por el mal estado de los colectivos y, el gobierno de la Provincia de Córdoba anunció la caducidad del contrato de concesión desde el 16 de mayo.